# Vaux-les-Prés
Vaux-les-Prés is een plaats en voormalige gemeente in het Franse departement Doubs in de regio Bourgogne-Franche-Comté en telt 357 inwoners (2005). De plaats maakt deel uit van het arrondissement Besançon.

## Geschiedenis
De gemeente maakte deel uit van het kanton Audeux tot dit op 22 maart 2015 werd opgeheven en Vaux-les-Prés werd opgenomen in het op die dag gevormde kanton Besançon-1.
Op 1 januari 2017 fuseerde de gemeente met Chemaudin tot de commune nouvelle Chemaudin et Vaux.

## Geografie
De oppervlakte van Vaux-les-Prés bedraagt 5,1 km², de bevolkingsdichtheid is 70,0 inwoners per km².
De onderstaande kaart toont de ligging van Vaux-les-Prés met de belangrijkste infrastructuur en aangrenzende gemeenten.

## Demografie
Onderstaande figuur toont het verloop van het inwonertal (bron: INSEE-tellingen).